# Ansel Briggs

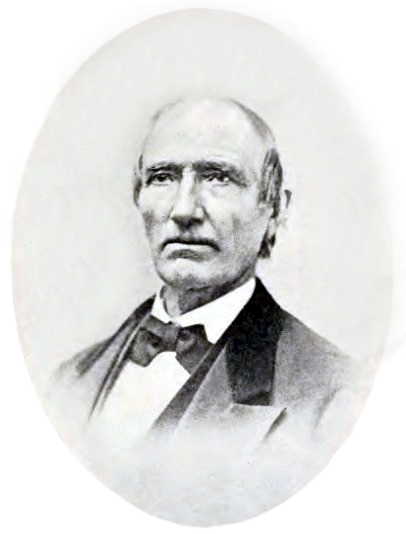
Ansel Briggs

Ansel Briggs (* 3. Februar 1806 in Shoreham, Vermont; † 5. Mai 1881 in Omaha, Nebraska) war ein US-amerikanischer Politiker und von 1846 bis 1850 der erste Gouverneur von Iowa.

## Frühe Jahre und politischer Aufstieg
Ansel Briggs besuchte die örtlichen Schulen seiner Heimat in Vermont und die Norwich Academy in Connecticut. Über Ohio kam er dann in das heutige Iowa. Dort arbeitete er zunächst als Postzusteller und Postkutschenfahrer. Ab 1842 war der Demokrat Briggs in Iowa politisch aktiv. In diesem Jahr wurde er in das Repräsentantenhaus des Iowa-Territoriums gewählt, in dem er bis 1846 verblieb. Gleichzeitig war er auch für eine Amtszeit Sheriff im Jackson County. Im Jahr 1846 trat Iowa als neuer Bundesstaat den Vereinigten Staaten bei und Briggs wurde als Kandidat seiner Partei zum ersten Gouverneur dieses Staates gewählt.

## Gouverneur von Iowa
Ansel Briggs trat sein neues Amt am 28. Dezember 1846 an. In seiner vierjährigen Amtszeit mussten in dem neuen Bundesstaat zunächst einmal Verwaltungsstrukturen aufgebaut werden. Das schloss den Regierungsapparat und das Schulsystem mit ein. Schließlich gab es damals auch noch einen Grenzstreit mit Missouri, der im Jahr 1848 beigelegt wurde.

## Weiterer Lebenslauf
Briggs Amtszeit endete am 4. Dezember 1850. Danach zog er sich aus der Politik zurück, um sich seinen eigenen Angelegenheiten zu widmen. Später war er zeitweise in Nebraska ansässig. Dort war er maßgeblich an der Gründung des Ortes Florence beteiligt, der später ein Stadtteil von Omaha wurde. Ansel Briggs starb am 5. Mai 1881 in Omaha und wurde zunächst auch dort beigesetzt. Im Jahr 1909 wurden seine sterblichen Überreste nach Andrew in Iowa überführt und auf dem dortigen Friedhof neu bestattet. Ansel Briggs war zweimal verheiratet und hatte insgesamt acht Kinder.